# 布里特妮·格里纳
布里特妮·耶维特·格里娜（英語：Brittney Yevette Griner，1990年10月18日—），美国职业篮球运动员，现效力于WNBA的凤凰城水星队和俄罗斯联赛的UMMC叶卡捷琳堡队。她曾为得克萨斯州韦科的贝勒大学打过大学篮球。於2016年、2020年、2024年成為美國奧運女子籃球隊的一員，並獲得金牌。

## 俄國被捕與換囚事件
2022年2月5日左右，會固定前往參加俄羅斯女子籃球超級聯賽兼差的格里納在入境俄羅斯莫斯科謝列梅捷沃國際機場時因其行李中被搜查出含有大麻油的電子菸菸弹而被俄罗斯联邦海关拘捕，此事件於俄羅斯入侵烏克蘭爆發後的3月初才被揭露8月4日，俄罗斯法官判处布里特妮·格里娜九年有期徒刑。格林娜之后提出上诉。10月25日，俄罗斯法院维持对格林娜九年刑期的判决。11月，格里娜被俄方移送到位于莫尔多瓦共和国亚瓦斯市的女子监狱服刑。
2022年12月7日，因美国政府与俄罗斯政府谈成維克托·布特（Виктор Анатольевич Бут）与格里娜的换囚声明，布特即日释放并返回俄罗斯；而格里娜也被释放并返回美国。这是美俄双方自1962年来的美国执行间谍任务的空军飞行员弗朗西斯·加里·鲍尔斯与克格勃间谍鲁道夫·阿贝尔之后又一换囚事件。